# Agkistrodon
Agkistrodon – rodzaj węży z podrodziny grzechotników (Crotalinae) w obrębie rodziny żmijowatych (Viperidae).

## Rozmieszczenie geograficzne
Rodzaj obejmuje gatunki występujące w Ameryce Północnej (Stany Zjednoczone i Meksyk) i Środkowej (Belize, Gwatemala, Salwador, Honduras, Nikaragua i Kostaryka).

## Systematyka
Rodzaj zdefiniował w 1799 roku francuski botanik i przyrodnik Ambroise Marie François Joseph Palisot de Beauvois w artykule zatytułowanym Wspomnienia o płazach, opublikowanym w czasopiśmie „Transactions of the American Philosophical Society”. Gatunkiem typowym jest (oznaczenie monotypowe) mokasyn miedziogłowiec (A. contortrix).

### Etymologia
- Agkistrodon (Agkishodon): gr. αγκιστρον agkistron ‘haczyk do wędki, hak’[10]; οδους odous, οδοντος odontos ‘ząb’[11] .
- Scytale: gr. σκυταλη skutalē lub σκυταλον skutalon ‘kij, pałka’[12]. Gatunek typowy (późniejsze oznaczenie): Boa contortrix Linnaeus, 1766.
- Cenchris: gr. κεγχρις kenkhris, κεγχριδος kenkhridos ‘wąż mający na grzbiecie wypukłości podobne do prosa’[13]. Gatunek typowy (oznaczenie monotypowe): Cenchris mokeson Daudin, 1803 (= Boa contortrix Linnaeus, 1766).
- Tisiphone: w mitologii greckiej Tyzyfone (gr. Τισιφoνη Tisiphonē, łac. Tisiphone) była jedną z Eryni i siostrą Alekto oraz Megajry. Była mścicielką i karała za morderstwa: ojcobójstwo, bratobójstwo i zabójstwo[14]. Gatunek typowy (oryginalne oznaczenie): Scytalus cupreus Rafinesque, 1818 (= Boa contortrix Linnaeus, 1766).
- Acontias: gr. ἀκοντιας akontias ‘szybko uderzający wąż’[15]. Gatunek typowy (oznaczenie monotypowe): Crotalus piscivorus Lacépède, 1789.
- Toxicophis: gr. τοξικος toxicos ‘trucizna do zatruwania strzał’, od τοξον toxon ‘łuk’[16]; οφις ophis, οφεως opheōs ‘wąż’[17].

### Podział systematyczny
Do rodzaju należą następujące gatunki: 
- Agkistrodon bilineatus Günther, 1863 – mokasyn meksykański[18]
- Agkistrodon conanti Gloyd, 1969
- Agkistrodon contortrix (Linnaeus, 1766) – mokasyn miedziogłowiec[18]
- Agkistrodon howardgloydi Conant, 1984
- Agkistrodon laticinctus Gloyd & Conant, 1934
- Agkistrodon piscivorus (Lacépède, 1789) – mokasyn błotny[18]
- Agkistrodon russeolus Gloyd, 1972
- Agkistrodon taylori Burger & Robertson, 1951